# 팰리스 극장

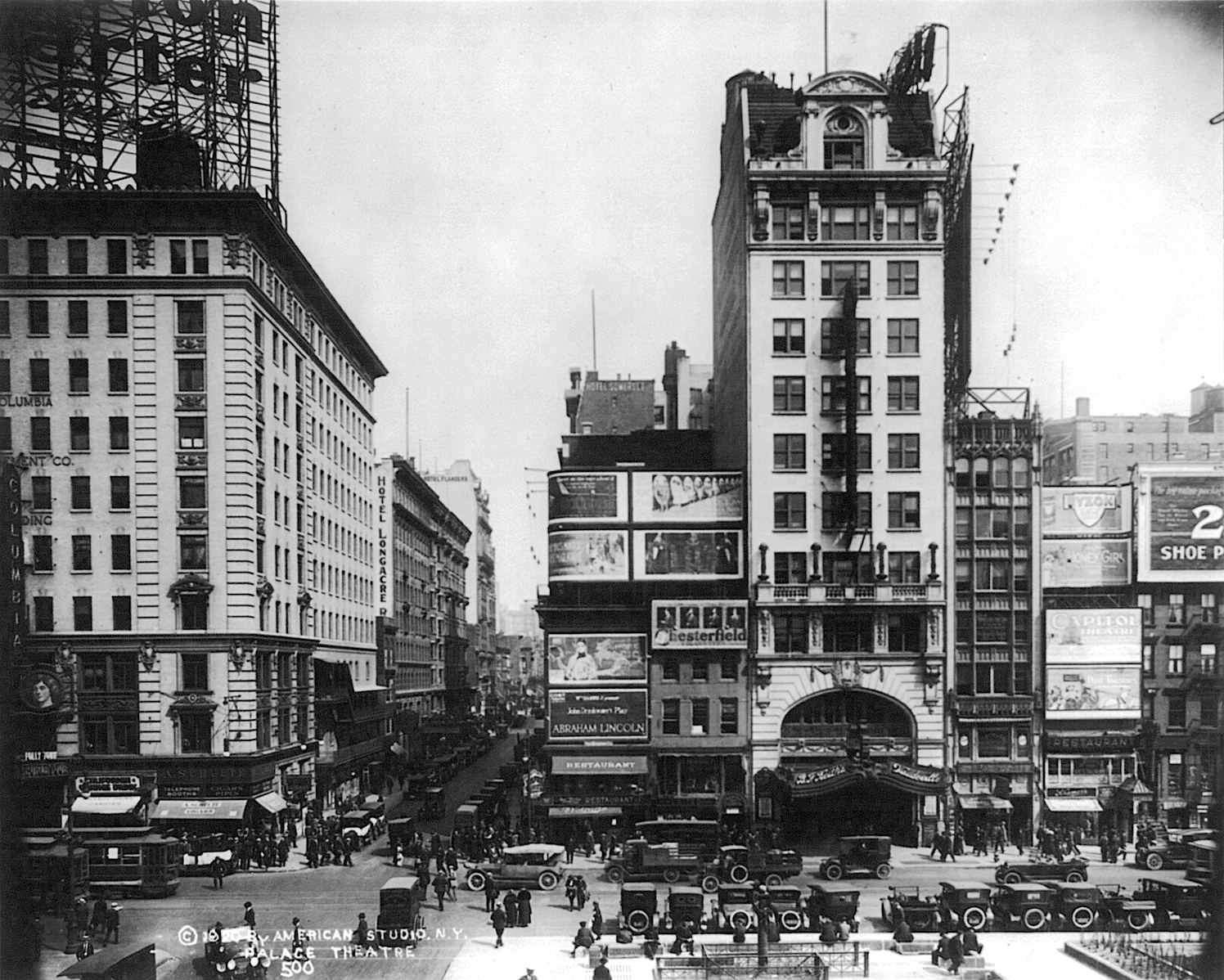
1920년대에 찍은 팰리스 극장

팰리스 극장(Palace Theatre)은 뉴욕 맨해튼 미드타운의 웨스트 47번가 1564 브로드웨이에 위치한 브로드웨이 극장이다. 2018년 9월 16일 수리를 위해 폐관하였으며, 2021년에 재개관될 예정이다.